# Soure (freguesia)
Soure es una freguesia portuguesa del concelho de Soure, con 92,21 km² de superficie y 8.459 habitantes (2001). Su densidad de población es de 91,7 hab/km².